# دایچی فوکوشیما
دایچی فوکوشیما (انگلیسی: Daichi Fukushima؛ زادهٔ ۱ اوت ۱۹۷۷) بازیکن فوتبال اهل ژاپن است.